# Deutscher Soldatenfriedhof Glencree

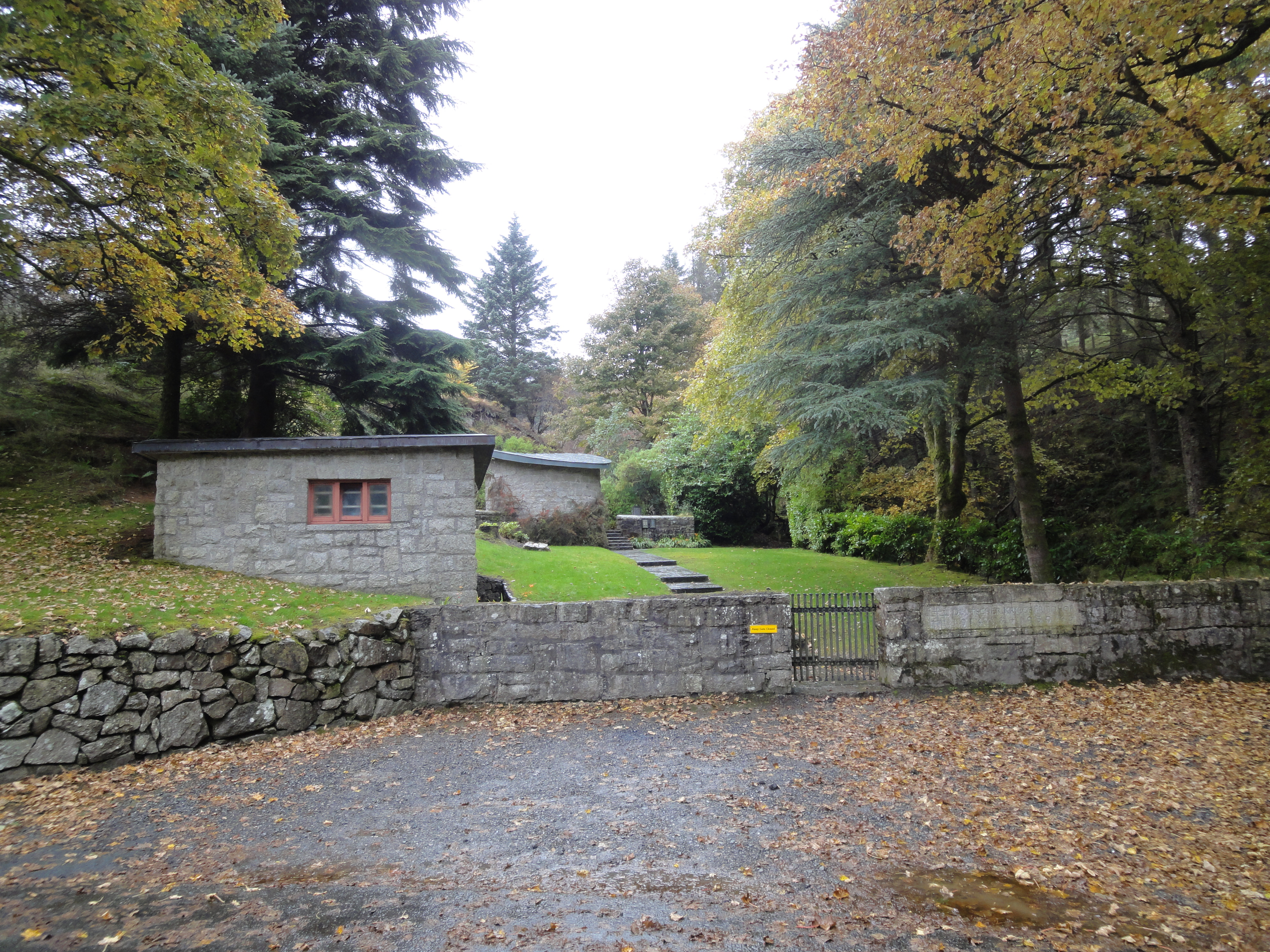
Straßenansicht des Friedhofs

Beim Deutschen Soldatenfriedhof (englisch German Military Cemetery) im rund 16 km südlich von Dublin gelegenen Glencree (irisch Gleann Crí) im County Wicklow handelt es sich um den einzigen seiner Art in Irland. Er befindet sich in unmittelbarer Nähe zum Glencree Centre for Peace and Reconciliation, einer Anlage, in der im Rahmen der Operation Shamrock nach Ende des Zweiten Weltkriegs 50 deutsche Waisenkinder vor dem möglichen Hungertod bewahrt wurden.

## Lage und Beschreibung

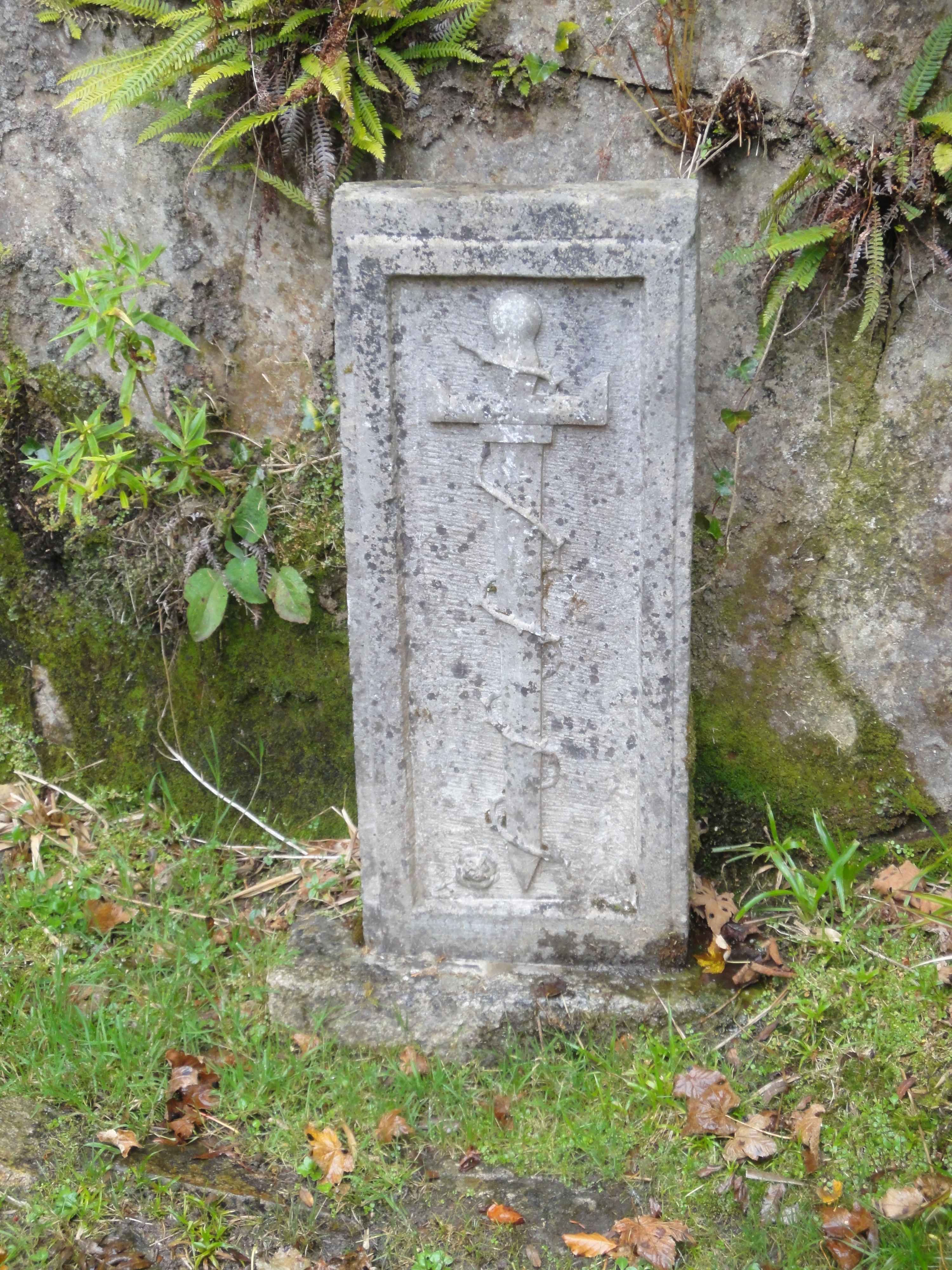
Grabstein von Hermann Görtz

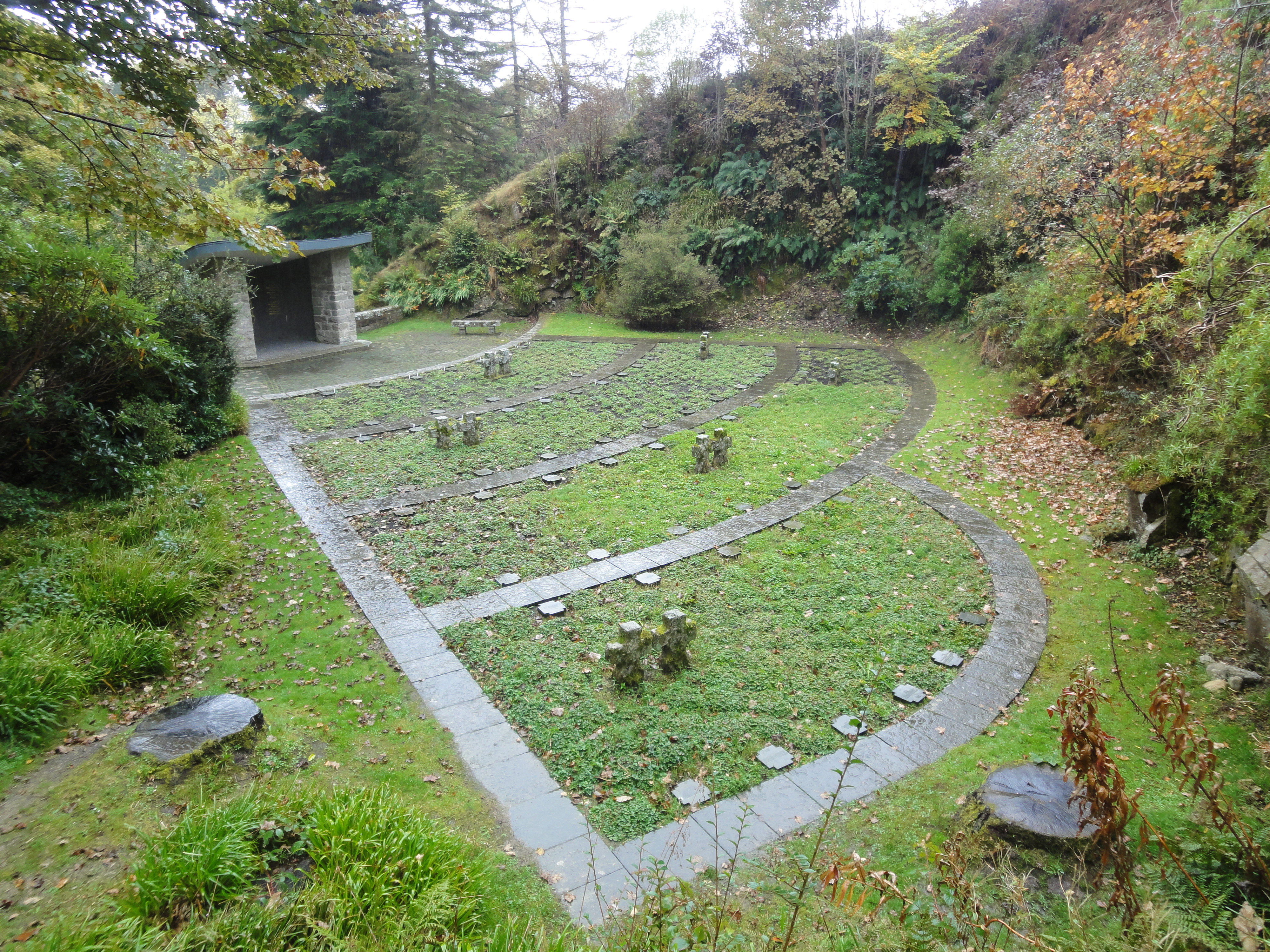
Überblick über das Gräberfeld

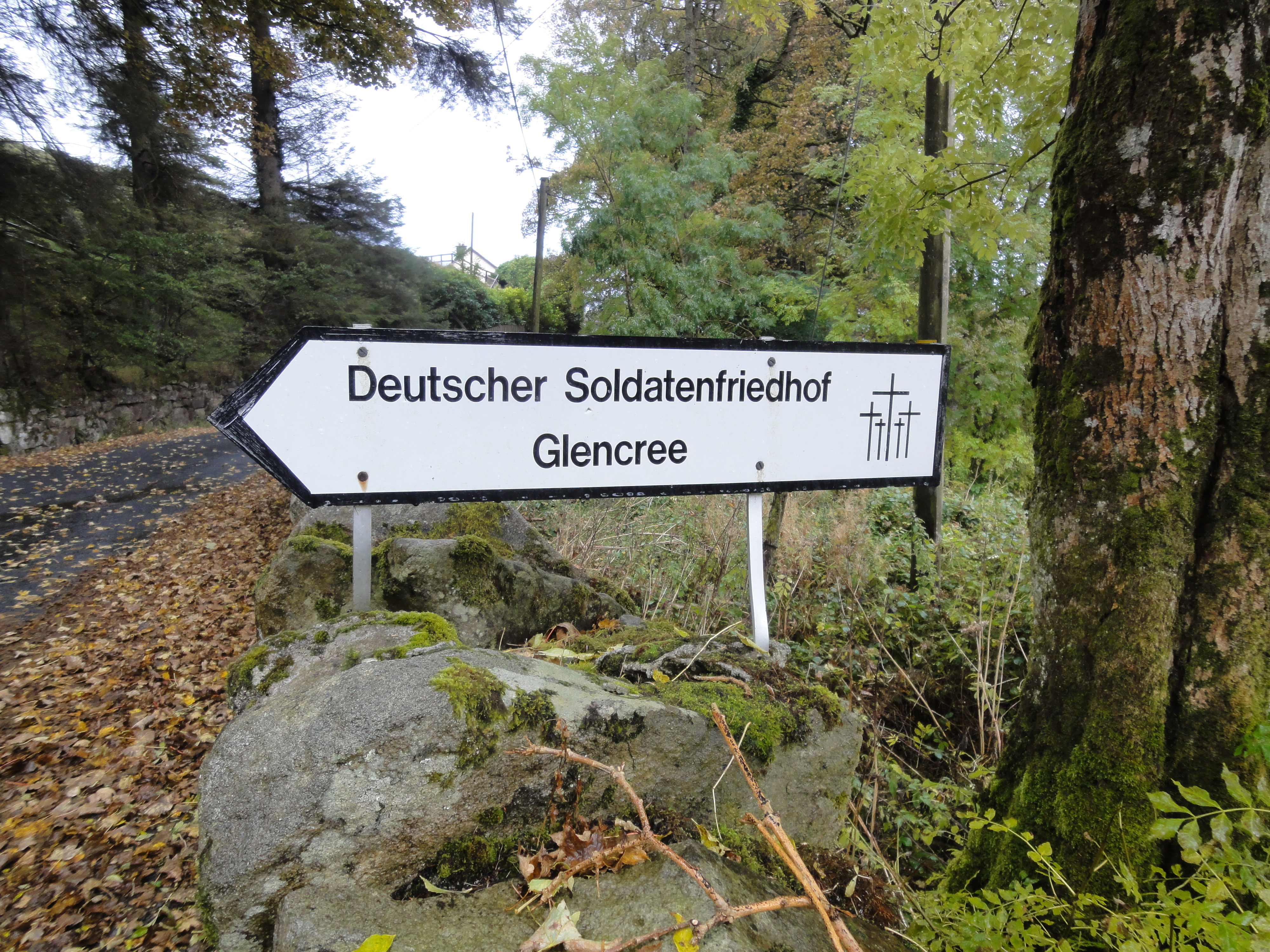
Deutschsprachiges Straßenschild

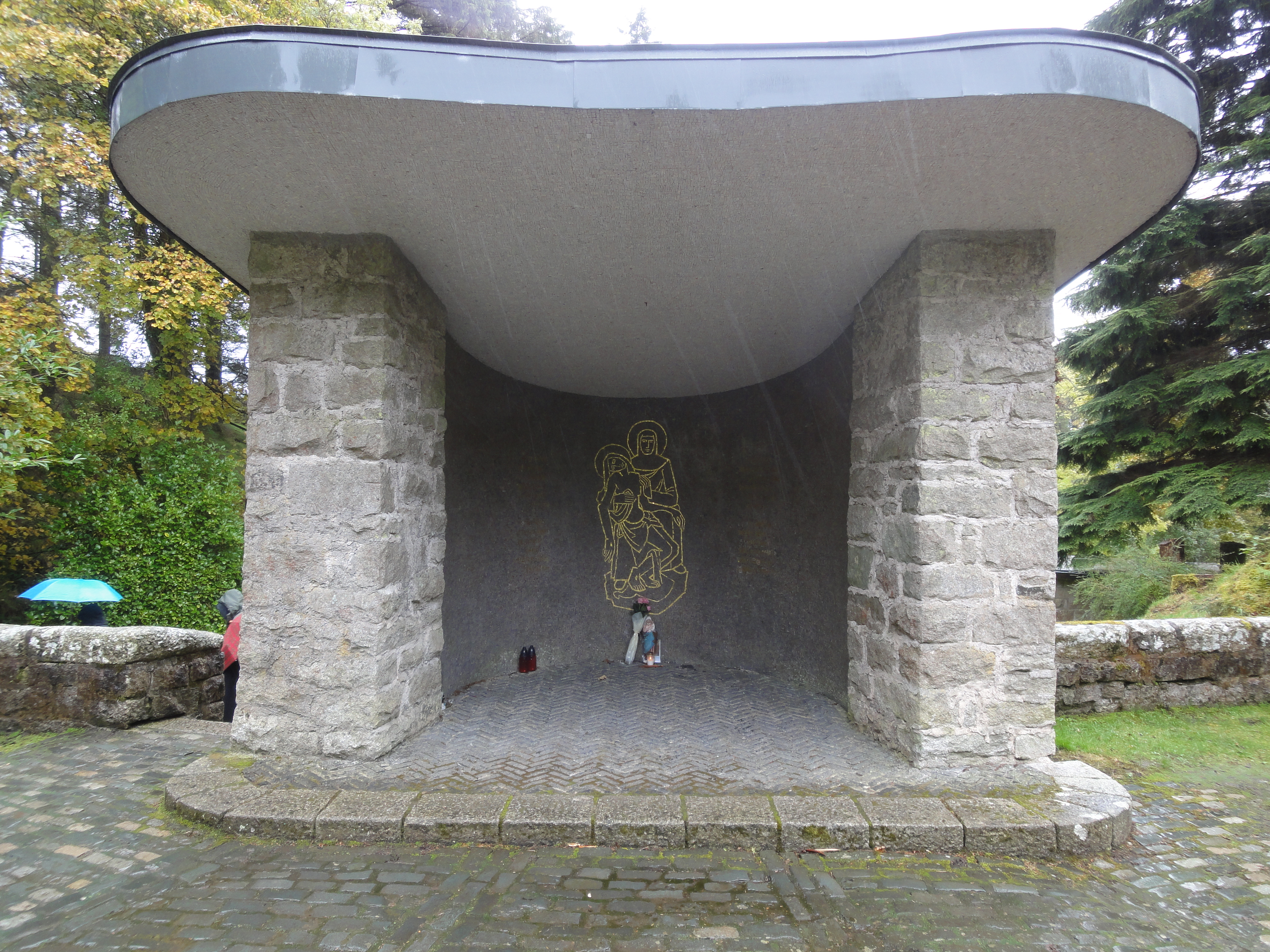
Trauerhalle

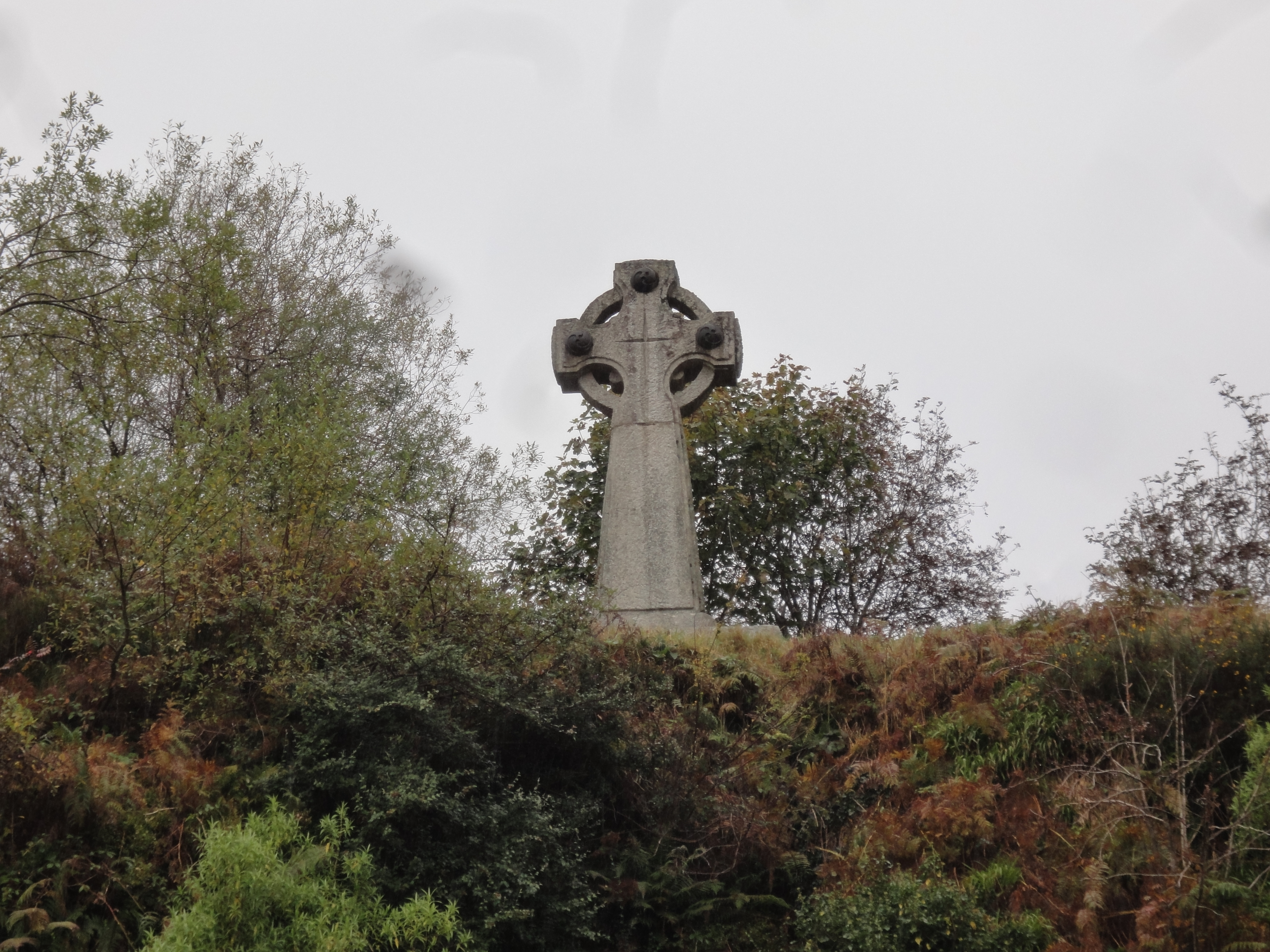
Keltisches Hochkreuz

Der Friedhof ist in einem stillgelegten Steinbruch angelegt und wurde vom Volksbund Deutsche Kriegsgräberfürsorge in den Jahren 1959–1961 ausgebaut. Das Gelände war von der irischen Regierung für diesen Zweck kostenlos zur Verfügung gestellt worden. Ein in deutscher Sprache gehaltenes Straßenschild weist auf die Anlage hin. Eine Natursteinmauer grenzt sie zur Straße hin ab. Hinter einem schmiedeeisernen Tor führt ein Weg zur Trauerhalle und zum Gräberfeld. Auf dem mit Storchenschnabel bepflanzten Gräberfeld sind 134 Tote bestattet, davon 6 aus dem Ersten und 128 aus dem Zweiten Weltkrieg. Jeweils paarweise teilen sich die Toten eine im Boden angeordnete Namenstafel, sofern eine Identifikation möglich war.
Eine am Zugang zum Gräberfeld angeordnete, dreiecksförmige Granitstele trägt in englischer, irischer und deutscher Sprache folgenden Gedenkspruch von Stan O’Brien:

„Mein Los war der Tod unter irischem Himmel und ein Bett in Irlands guter Erde. Was ich geträumt und geplant, band mich ans Vaterland; aber mich wies der Krieg zum Schlaf in Glencree. Leid war und Schmerz, was ich verlor – und gewann. Wenn du vorübergehst, sprich ein Gebet, dass Verlust sich in Segen verwandle.“

Die mit Naturstein verkleidete Trauerhalle ist an Decke und Innenwänden mit Mosaiken nach einem Entwurf des Münchener Kunstmalers Beck verziert. An der Seite des Gräberfeldes befindet sich ein sich auffällig unterscheidender Grabstein, der Grabstein von Hermann Görtz.
Die ganze Anlage wird überragt von einem landestypischen, weithin sichtbaren, keltischen Hochkreuz.

## Geschichtliche Hintergründe
Die irische Regierung stellte das Areal für den Friedhof kostenlos auf unbestimmte Zeit zur Verfügung. 1959 bis 1961 wurde die Anlage durch den Volksbund Deutsche Kriegsgräberfürsorge errichtet. Die Einweihung erfolgte am 9. Juli 1961. Dabei wurden die Toten von über 100 Einzelgrabstellen in ganz Irland in Glencree zusammengefasst.
Sechs der Toten stammen aus dem Ersten Weltkrieg. Sie starben als Kriegsgefangene in britischen Lagern. Beim überwiegenden Teil der Gefallenen aus dem Zweiten Weltkrieg handelt es sich um Angehörige der Luftwaffe, die infolge von Überflügen über Großbritannien im neutralen Irland abstürzten, sowie um an der Küste angeschwemmte Seefahrer. Unter diesen Toten befinden sich auch 46 Opfer der im Juli 1940 von dem deutschen U-Boot U 47 versenkten Arandora Star, die unter anderem von Großbritannien internierte deutsche und italienische Zivilisten an Bord hatte.
Eine Grabplatte verweist auf einen unbekannten belgischen Kriegstoten. Dieser Tote wurde am 17. Januar 1941 bei Bartragh Island (Killala Bay) angeschwemmt und stammt vermutlich von der Ville de Grande.
Insgesamt sind nur 59 der Toten identifiziert, da bei den an Land gespülten Leichen keine Papiere, Erkennungsmarken oder andere Identifizierungsmerkmale gefunden wurden.
Eine Besonderheit stellt der Grabstein von Hermann Görtz dar, dem auch eine Inschrift auf einer der Platten gewidmet ist. Er war während des Krieges in deutschem Auftrag als Spion in Nordirland tätig, tötete sich 1947 selbst und wurde 1974 vom Deansgrange Cemetery hierher umgebettet.
Seit Einrichtung der Gedenkstätte finden Gedenkveranstaltungen immer am Volkstrauertag statt. Als Zeichen der Versöhnung lässt hierbei auch die Royal British Legion Blumenkränze niederlegen.